# Can Valls (Cabrera de Mar)
Can Valls és una masia de Cabrera de Mar (Maresme) protegida com a Bé Cultural d'Interès Local.

## Descripció
Masia situada en la confluència del camí de Santa Elena i la carretera B-502. Té planta rectangular i està formada per tres cossos, un dels quals és de reduïdes dimensions. El cos central presenta planta baixa i pis i una coberta a dues aigües amb carener paral·lel a la façana principal, mentre que el del lateral dret compta amb planta baixa, pis i golfes, una coberta a un aiguavés i una terrassa que corona la façana principal. Els paraments són arrebossats i pintats.